# Strawberry Fields

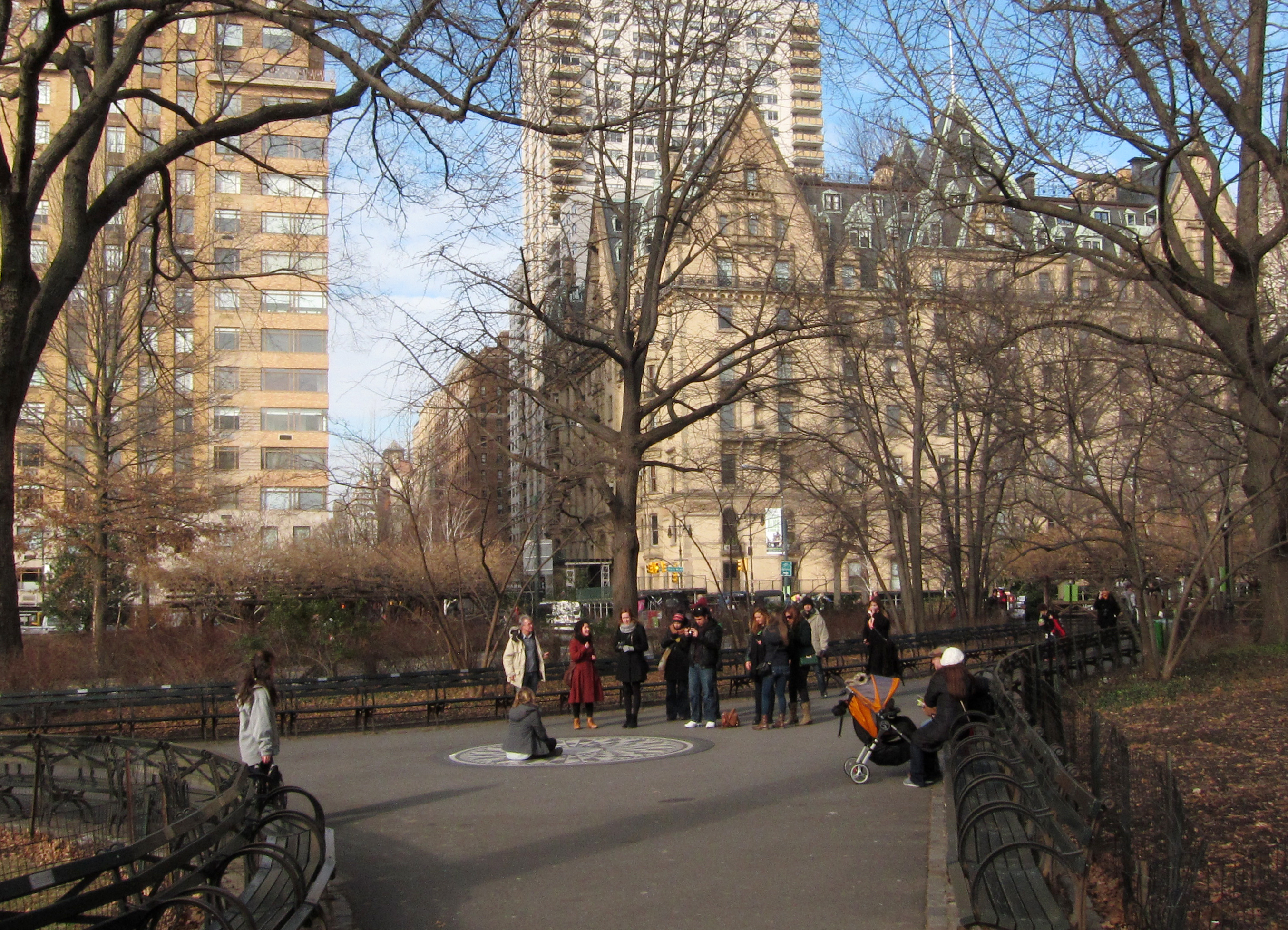
Strawberry Fields im Central Park, im Hintergrund das Dakota-Gebäude

Strawberry Fields ist eine Gedenkstätte im New Yorker Central Park. 
Nach John Lennons Tod gestaltete Yoko Ono einen kleinen Bereich im Central Park, der ihm gewidmet und nach seinem Lied Strawberry Fields Forever benannt ist. Er befindet sich im Central Park West nahe der Eighth Avenue auf Höhe der West 72nd Street, unweit des Dakota Buildings, in dem Lennon und Ono lebten und vor dem John Lennon am 8. Dezember 1980 einem Attentat zum Opfer fiel. Die Einweihung fand am 9. Oktober 1985 statt, Lennon wäre an diesem Tag 45 Jahre alt geworden. Besonderes Merkmal der Strawberry Fields ist das von Yoko Ono gestaltete und von italienischen Handwerkern ausgeführte kreisrunde Mosaik aus schwarzen und weißen Steinchen. In dessen Zentrum ist in Anlehnung an Lennons vielleicht berühmtesten Titel Imagine zu lesen. Jedes Jahr an seinem Todestag versammeln sich dort Menschen, um seiner zu gedenken. Anlässlich seines 70. Geburtstags wurde dort am 9. Oktober 2010 eine Plakette aus Bronze im Boden eingeweiht, auf der die Namen der 121 Staaten verzeichnet sind, die 1985 die Idee der Gedenkstätte im Namen des Friedens unterstützten.

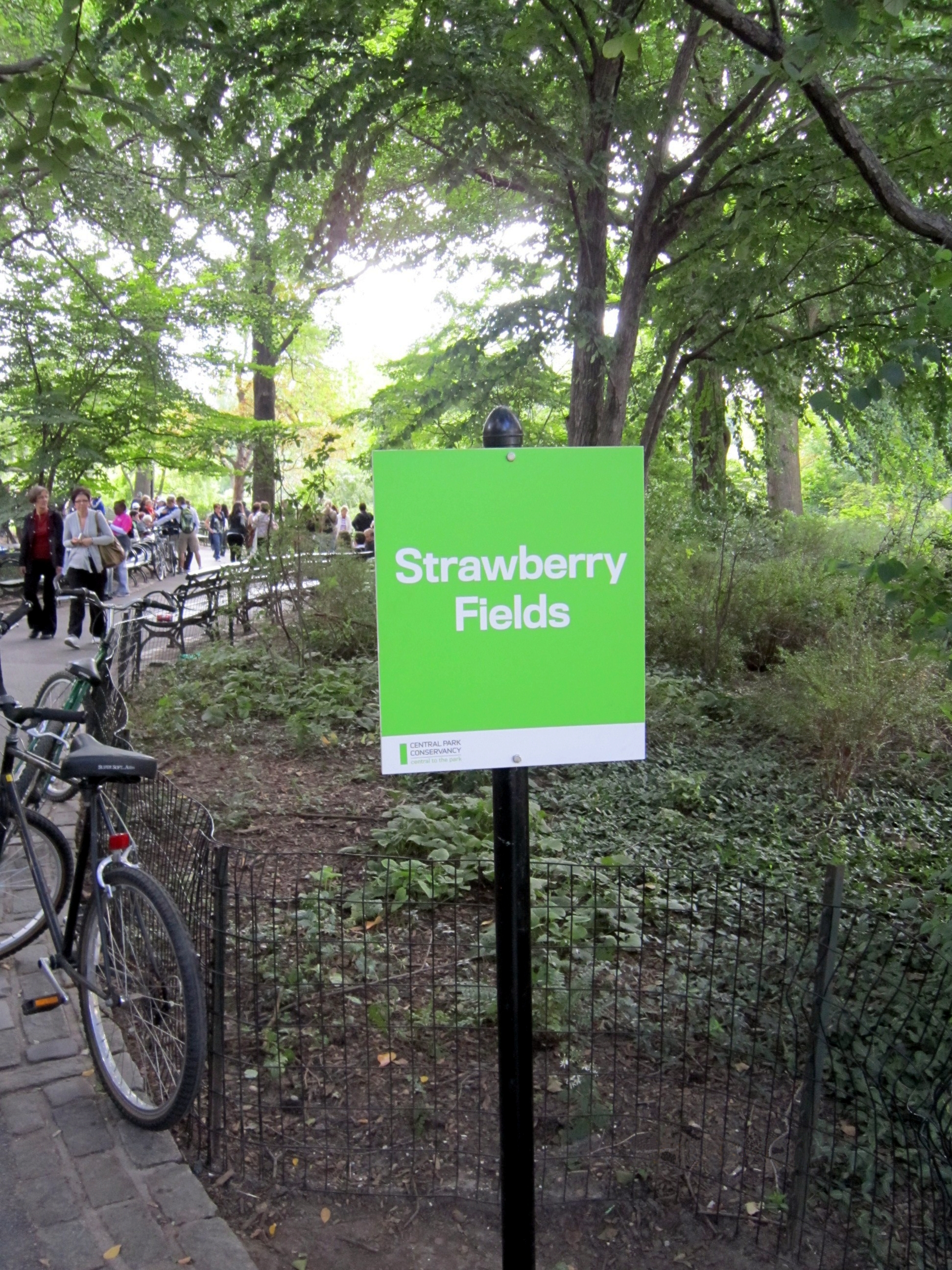
Eingangsschild im Central Park zu diesem Bereich
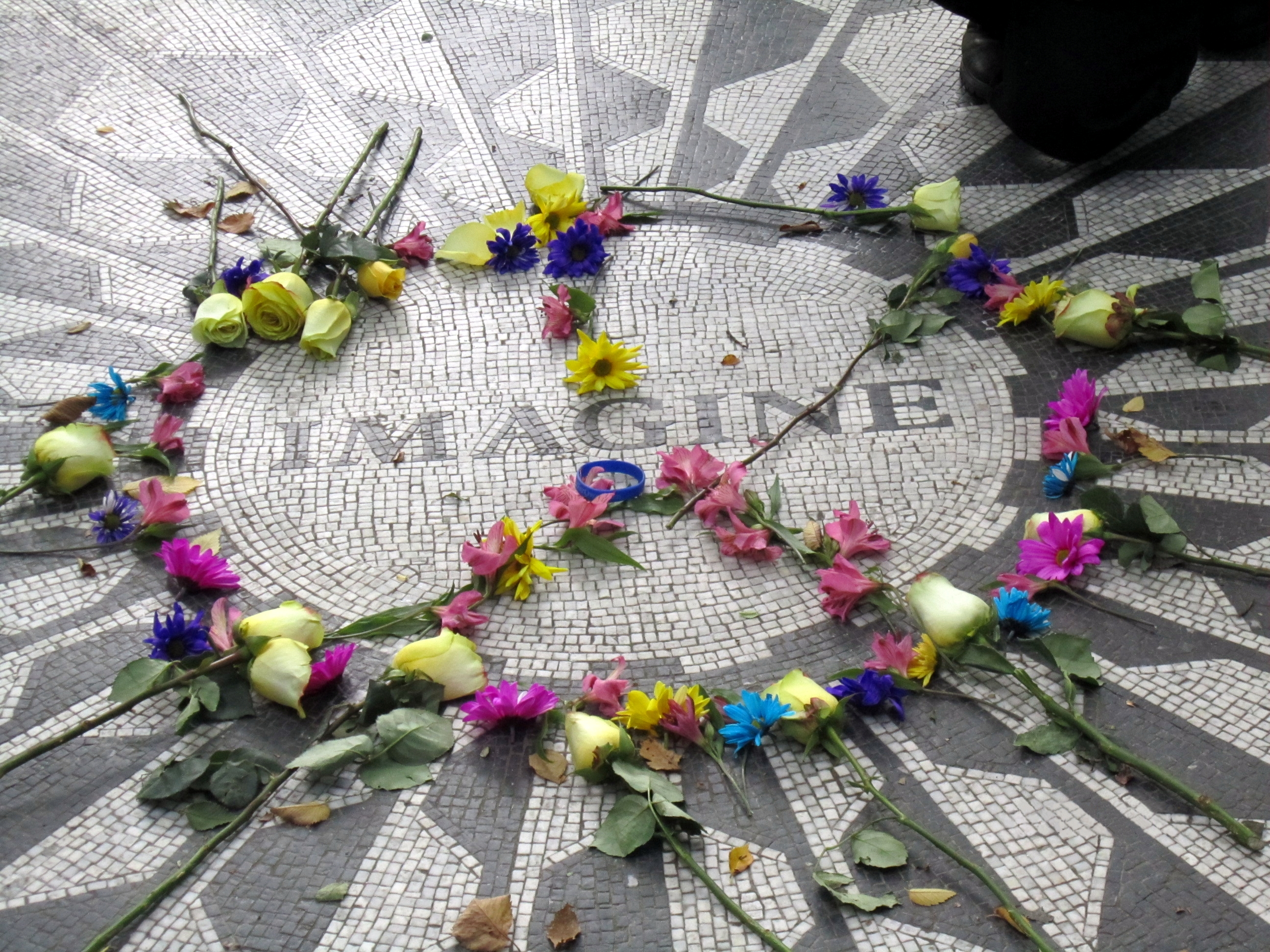
Mosaik Imagine
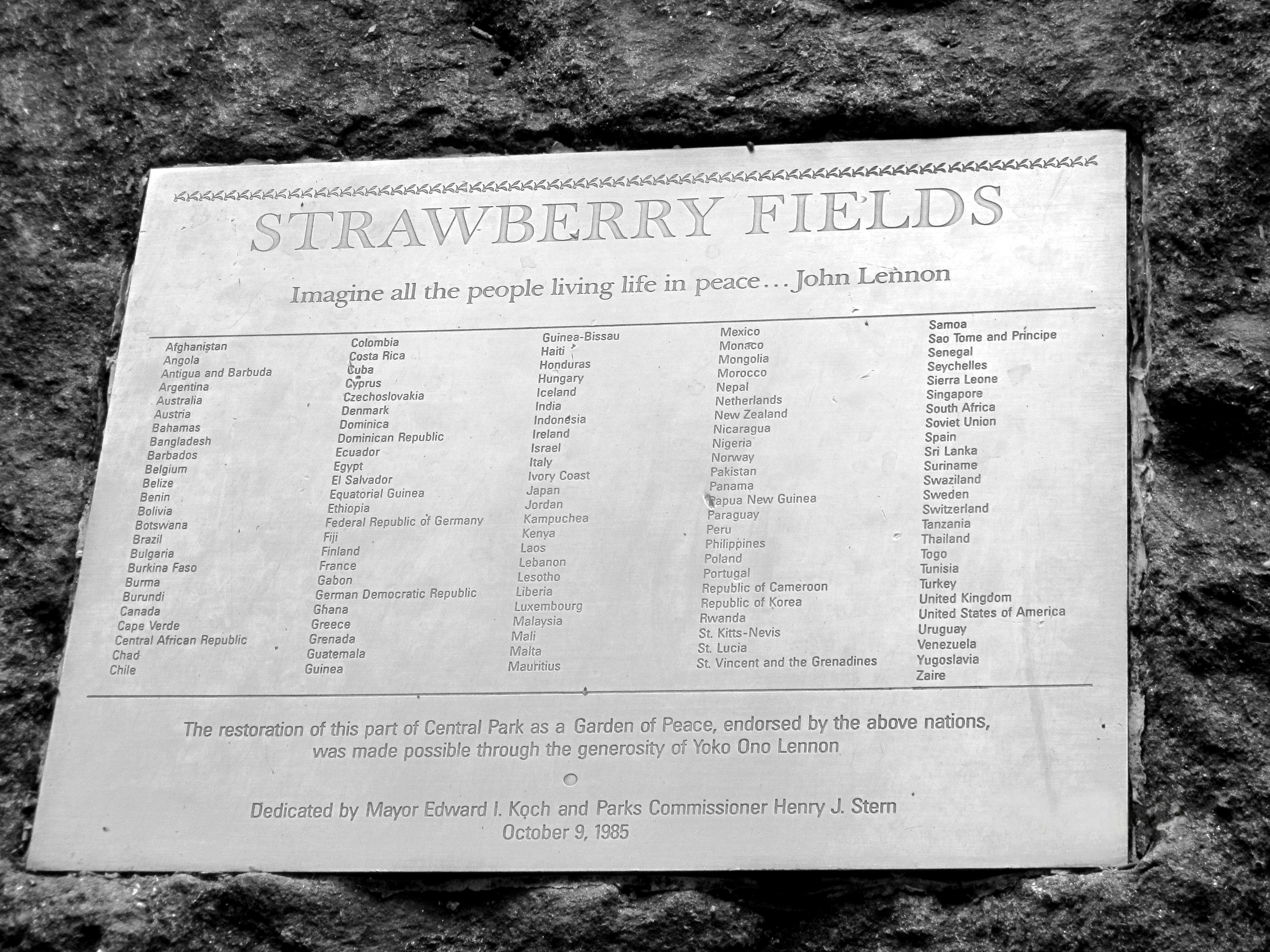
Plakette der 121 Staaten